# Двигатель Toyota VZ
Toyota VZ — серия шестицилиндровых бензиновых двигателей внутреннего сгорания объёмом 2,0—3,4 л (1992—3378 см3) с клапанными механизмами SOHC и DOHC.
Каждый двигатель выпускался под углом наклона 60 градусов, включал в себя инжекторную систему подачи топлива и блок управления двигателем и совершенствовался из поколения в поколение. DOHC и SOHC отличаются низким и средним крутящим моментом и мощностью, что позволяло устанавливать двигатели на легковые автомобили, грузовые автомобили и внедорожники.
Все блоки цилиндров сделаны из чугуна с большими соединёнными между собой опорами главных подшипников и двумя болтовыми крышками главных подшипников. Головки блока цилиндров изготовлены из алюминия. На двигатель 3VZ-FE устанавливались также коленвалы из кованой стали и чугунные опорные пояса главного подшипника.

## 1VZ-FE
1VZ-FE выпускался с 1987 по 1993 год. Его объём составляет 2,0 л (1992 см3), а диаметр цилиндра и ход поршня — 78 мм × 69,5 мм. Мощность составляет 103 кВт (140 л. с.) при 6000 об/мин, а крутящий момент — 174 Н⋅м при 4600 об/мин. На двигатель устанавливался клапанный механизм DOHC с чугунным блоком цилиндров и алюминиевой 24-клапанной головкой блока цилиндров.

### Устанавливался на
- 1988—1991 Toyota Camry Prominent (только для Японии)
- 1988—1991 Toyota Vista (только для Японии)[5]

## 2VZ-FE
2VZ-FE выпускался с 1987 по 1991 год. Его объём составляет 2,5 л (2507 см3), диаметр цилиндра и ход поршня — 87,5 мм × 69,5 мм, а степень сжатия — 9,0:1. Мощность составляет 116 кВт (156 л. с.) при 5600 об/мин, а крутящий момент — 217 Н⋅м при 4400 об/мин с красной зоной 6800 об/мин. На двигатель устанавливался клапанный механизм DOHC с чугунным блоком цилиндров и алюминиевой 24-клапанной головкой блока цилиндров.

### Устанавливался на
- 1988—1991 Toyota Camry[11]
- 1989—1991 Lexus ES 250

## 3VZ-E
3VZ-E выпускался с 1987 по 1995 год. Диаметр цилиндра 87,5 мм, а ход поршня — 82 мм. Мощность составляет 108—112 кВт (145—150 л. с.) при 4800 об/мин, а крутящий момент — 244 Н⋅м при 3400 об/мин. На двигатель устанавливался клапанный механизм SOHC с чугунным блоком цилиндров и алюминиевой 12-клапанной головкой блока цилиндров.

### Устанавливался на
- 1988—1995 Toyota 4Runner
- 1988—1995 Toyota Pickup
- 1988—1995 Toyota Hilux
- 1992—1994 Toyota T100

## 3VZ-FE
3VZ-FE выпускался с 1992 по 1996 год. Его объём составляет 3,0 л (2958 см3), мощность — 138 кВт (185 л. с.) при 5800 об/мин, а крутящий момент — 256 Н⋅м при 4600 об/мин. Степень сжатия 9,6:1. На двигатель устанавливался клапанный механизм DOHC с чугунным блоком цилиндров и алюминиевой 24-клапанной головкой блока цилиндров.

### Устанавливался на
- 1992—1993 Toyota Camry (Северная Америка)
- 1992—1993 Lexus ES300 (Северная Америка)
- 1992—1996 Toyota Camry (Австралия и Европа)
- 1992—1996 Toyota Windom (Япония)
- 1993—1996 Toyota Scepter (Япония)

## 4VZ-FE
4VZ-FE выпускался с 1992 по 1996 год. Его диаметр цилиндра составляет 87,5 мм, а ход поршня — 69,2 мм. Мощность — 129 кВт (173 л. с.) при 6000 об/мин. Степень сжатия варьируется от 9,0:1 до 9,6:1.

### Устанавливался на
- 1992—1996 Toyota Camry Prominent (Япония)
- 1993—1996 Toyota Windom VCV11 (Япония)[22]

## 5VZ-FE

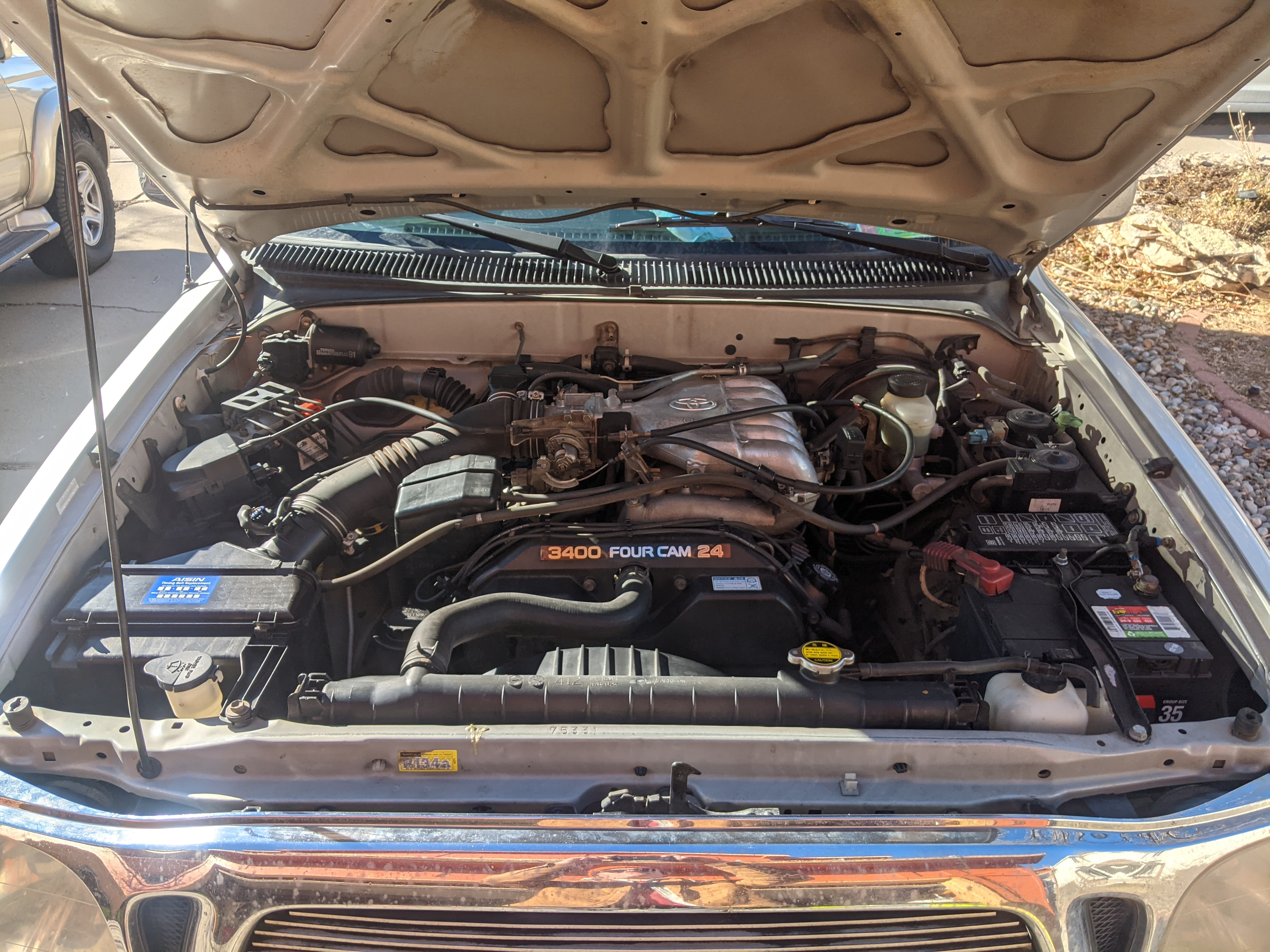
5VZ-FE на Toyota Tacoma

5VZ-FE выпускался с 1995 по 2004 год. Его объём составляет 3,4 л (3378 см3), диаметр цилиндра — 93,5 мм, а ход поршня — 82 мм. Степень сжатия 9,6:1. Мощность варьируется в пределах 136—142 кВт (183—190 л. с.) при 4800 об/мин, а крутящий момент — в пределах 294—298 Н⋅м при 3600 об/мин.

### Устанавливался на
- 1993—2004 Toyota Land Cruiser Prado
- 1995—1998 Toyota T-100
- 1995—2002 Toyota Granvia
- 1999—2002 Toyota Grand HiAce
- 1995—2004 Toyota Tacoma
- 1995—2004 Toyota Hilux
- 1996—2002 Toyota 4Runner
- 2000—2004 Toyota Tundra
- 2000—2002, 2004 ГАЗ-3111 «Волга»[27][28]